# 石耶镇
石耶镇，是中华人民共和国重庆市秀山土家族苗族自治县下辖的一个乡镇级行政单位。

## 行政区划
石耶镇下辖以下地区：
西大社区、余庆社区、平邑村、青龙村、大溪村和鱼梁村。